# Mór
Mór (tyska: Moor) är en stad i Ungern med 13 904 invånare (2020). Dess historia sträcker sig tillbaka till romartiden.

## Personer från Mór
- Sándor Büchler, ungersk rabbin
- Ferenc Krausz, ungersk fysiker
- Ferenc Schmidt, ungersk politiker
- Franz Philipp von Lamberg, österrikisk general och statsman
- Sándor Wekerle, tidigare premiärminister i Ungern
- Solomon Löwisohn, ungersk judisk historiker och poet